# Universitas Bunda Mulia
Universitas Bunda Mulia – indonezyjska uczelnia prywatna zlokalizowana w Dżakarcie. Została założona w 2003 roku.